# Rikke Søby Hansen
Rikke Søby Hansen (født 1. februar 1995) er en dansk badmintonspiller, der spiller for Greve Strands Badmintonklub.

## Karriere
Søby Hansen sluttede på en andenplads ved Hungarian International 2012, hvor hun konkurrerede i damedouble med Julie Finne-Ipsen. Det blev ligeledes til en andenplads for Hansen og Ipsen ved Estonian International 2013 og Croatian International 2013. I den sidstnævnte turnering, tog Hansen førstepladsen i mix-double med makkeren Niclas Nøhr. Ved junior-EM 2013 vandt Hansen og Ipsen sølv i damedouble, hvilket de igen gentog ved Norwegian International 2013 samme år.